# Ailstone
Ailstone – wieś w Anglii, w hrabstwie Warwickshire. Leży 18 km na południowy zachód od miasta Warwick i 129 km na północny zachód od Londynu.